# Резолюция 262 на Съвета за сигурност на ООН
Резолюция 262 на Съвета за сигурност на ООН е приета единодушно на 31 декември 1968 г. по повод ситуацията в Близкия изток.
След като изслушва изявленията на постоянните представители на Ливан и на Израел и като взема предвид информацията по въпроса, предоставена на Съвета от началник-щаба на Организацията на ООН за примирието в Близкия изток, с Резолюция 262 Съветът за сигурност осъжда въздушната атака над международното гражданско летище в Бейрут, извършена на 28 декември 1968 г. от самолети на Израелските военновъздушни сили, която според Съвета за сигурност представлява щателно планирана и широкомащабна военна операция, извършена от Израел в нарушение на Устава на ООН и на резолюциите на Съвета за прекратяване на огъня в региона. Изказвайки убеждения, че такива преднамерени актове на насилие представляват сериозна заплаха за мира, Съветът за сигурност предупреждава официално израелската страна, че в случай на повторно извършване на подобни актове, Съветът ще бъде принуден да обсъди допълнителни мерки за прилагане на своите решения. В заключение резолюцията признава правото на Ливан да получи обезщетение за причинените му щети, отговорността за които е призната от Израел.